# 新森古市站
34°42′55″N 135°33′30″E / 34.715219°N 135.558256°E
新森古市站（日语：／ Shimmori-Furuichi eki */?）是位於日本大阪府大阪市旭區，屬於大阪市高速電氣軌道（大阪地下鐵）今里筋線的鐵路車站。車站編號是I-16。

## 車站構造
本站為島式月台1面2線的地下車站。車站大廳位於地下一樓，地下二樓則是月台。

### 月台配置
| 月台 | 路線     | 目的地                     |
| ---- | -------- | -------------------------- |
| 1    | 今里筋線 | 蒲生四丁目、綠橋、今里方向 |
| 2    | 今里筋線 | 太子橋今市、井高野方向     |

## 利用狀況
2018年11月13日1日上下車人次為7,041人（上車人次：3,568人，下車人次：3,473人）
| 年度               | 調查日   | 上車人次 | 下車人次 | 上下車人次 |
| ------------------ | -------- | -------- | -------- | ---------- |
| 2007年（平成19年） | 11月13日 | 2,231    | 2,172    | 4,403      |
| 2008年（平成20年） | 11月11日 | 2,631    | 2,625    | 5,256      |
| 2009年（平成21年） | 11月10日 | 2,848    | 2,860    | 5,708      |
| 2010年（平成22年） | 11月09日 | 2,840    | 2,853    | 5,693      |
| 2011年（平成23年） | 11月08日 | 3,064    | 2,967    | 6,031      |
| 2012年（平成24年） | 11月13日 | 3,231    | 3,227    | 6,458      |
| 2013年（平成25年） | 11月19日 | 3,185    | 3,212    | 6,397      |
| 2014年（平成26年） | 11月11日 | 3,468    | 3,437    | 6,905      |
| 2015年（平成27年） | 11月17日 | 3,542    | 3,543    | 7,085      |
| 2016年（平成28年） | 11月08日 | 3,510    | 3,536    | 7,046      |
| 2017年（平成29年） | 11月14日 | 3,800    | 3,771    | 7,571      |
| 2018年（平成30年） | 11月13日 | 3,568    | 3,473    | 7,041      |

## 历史
- 2006年12月24日，今里筋線通车,本站同時啟用。

## 車站周邊
- Life超市 新森店
- Culture Convenience Club鶴見綠店
- 大阪信愛女學院短期大學
- 大阪産業大学附属高等学校（日语：大阪産業大学附属中学校・高等学校）
- 国道163号（日语：国道163号），国道479号（日语：国道479号）
- 城東古市三郵便局
- 新森中央公園
- 城北川（日语：城北川）
- 阪神高速12号守口線 森小路出入口
- 花博記念公園鶴見綠地

## 相鄰車站
大阪市高速電氣軌道（大阪地下鐵）
 今里筋線
清水（I15）－新森古市（I16）－關目成育（I17）

## 外部連結
- 車站Guide：新森古市 - Osaka Metro